# Урбанчич, Рудольф
Рудольф Урбанчич (нем. Rudolf Urbantschitsch; 28 апреля 1879, Вена, Австро-Венгрия, — 18 декабря 1964, Кармел-бай-те-Си, США) — австро-американский психолог и писатель.

## Биография
Родился в семье известного отоларинголога Виктора Урбанчича. Он дядя дирижера и композитора Виктора Урбанчича и дедушка по материнской линии актера Кристофа Вальца. В 1908 году, после прохождения курса медицины и получения разрешения на практику, открыл в венском районе Веринг санаторий по лечению нервных болезней и нарушений обмена веществ. Среди пациентов санатория были Лаза Костич, Зигмунд Фрейд, Герман Брох, Адольф Лоос, Ататюрк. Санаторий, где использовались самые современные методы лечения, работал до 1940 года.
Мой дед — Рудольф фон Урбан — был учеником Зигмунда Фрейда и выдающимся психоаналитиком. Делом всей его жизни была теория идеальной сексуальности, достичь которую, по его мнению, можно было лишь одним способом — отказавшись от оргазма. Но я не уверен, что сам он следовал своей теории.
В то же время Урбанчич познакомился с психоанализом и идеями Фрейда и вступил в Венское психологическое общество, основанное Фрейдом в 1902 году как «Психологическое общество по средам». Он принялся столь активно пропагандировать психоанализ, что власти начали угрожать ему закрытием санатория. В результате этого по настоянию Фрейда Урбанчич покинул общество.
В 1924 году появился главный труд Урбанчича «Психоанализ», переизданный в 1928 году в Лондоне под названием «Психоанализ для всех».
В Германии после прихода нацистов к власти книги Урбанчича были включены в список книг, подлежащих сожжению.
В 1936 году Урбанчич иммигрировал в США, где занялся популяризацией психоанализа в качестве психоаналитика, преподавателя психоанализа и автора статей, внесших заметный вклад в развитие американского психоанализа.
В 1952 году выпустил книгу «Совершенный секс и счастливое супружество», в которой выдвинул теорию потока биоэнергии, возникающего в момент прерывания оргазма с целью продления полового акта. Данная работа базировалась на исследованиях Джона Уильяма Ллойда, Элис Банкер Стокхэм, а также на отдельных положениях тантры.
Кроме работ по психоанализу и неврологии Урбанчич также писал рассказы и драмы.
Известно высказывание Урбанчича: «Невроз — это герб культуры».

## Избранные работы
- Innere Sekretion. Wien, 1922.
- Psychoanalyse ihre Bedeutung und ihr Einfluss auf Jugenderziehung, Kinderaufklärung, Berufs- und Liebeswahl. Wien und Leipzig, 1924.
- Psychoanalyse. Wien, 1924 (überarbeitet 1928 in englischer Übersetzung «Psycho-Analysis for All» in London erschienen).
- Moderne Kindererziehung. Wien, 1925.
- Probleme der Seele. Wien und Leipzig, 1926.
- Selbsterkenntnis mit Hilfe der Psychoanalyse. Wien und Leipzig, 1926.
- Wege zur Lebensfreude. Wien und Leipzig, 1927.
- Praktische Lebenskunde — Vom Weltall zum Ich. Zürich, unter anderem 1931.
- Sex Perfection and Marital Happiness. — Rider & Co, 1952.